# Фуксбихлер, Эрвин
Эрвин Фуксбихлер (нем. Erwin Fuchsbichler; род. 27 марта 1952, Капфенберг, Брук-Мюрцушлаг) — австрийский футболист, выступающий на позиции вратаря.

## Клубная карьера
Профессиональную карьеру начал в 1969 году в команде «Капфенберг», в котором провёл один сезон.
Своей игрой за эту команду привлёк внимание представителей тренерского штаба венского «Рапида», в состав которого присоединился в 1970 году, где стал конкурентом датчанина Бенту Мартину. 28 марта 1971 года он дебютировал в Национальной лиге, победив на своем поле «Ваттенс» со счетом 1:0. Отыграл за столичную команду следующие три сезона своей карьеры.
В 1973 году заключил контракт с клубом «ФЁСТ Линц», в составе которого провел следующие пятнадцать лет своей карьеры.
Завершил профессиональную игровую карьеру в «Форвертсе», в которой выступал в течение 1988—1989 годов.

## Выступление за сборную
22 марта 1978 года Фуксбихлер дебютировал за национальную сборную Австрии в товарищеской игре против сборной Бельгии (0:1), заменив в перерыве Фридриха Консилию. Он был включён в состав на чемпионат мира 1978 в Аргентине, где все матчи провёл на скамейке запасных. Всего Фуксбихлер за сборную сыграл 4 матча.

## Личная жизнь
Его старший брат, Геральд, также был вратарём в «Капфенберге» и «Рапиде» и сборной Австрии.